# Hayasakaina
Hayasakaina es un género de foraminífero bentónico de la subfamilia Staffellinae, de la familia Staffellidae, de la superfamilia Fusulinoidea, del suborden Fusulinina y del orden Fusulinida. Su especie tipo es Hayasakaina kotakiensis. Su rango cronoestratigráfico abarca el Artinskiense (Pérmico inferior).

## Discusión
Clasificaciones más recientes incluyen Hayasakaina en la superfamilia Staffelloidea, y en la subclase Fusulinana de la clase Fusulinata.

## Clasificación
Hayasakaina incluye a las siguientes especies:
- Hayasakaina kawadai †
- Hayasakaina kotakiensis †